# (450894) 2008 BT18
(450894) 2008 BT18 ist ein Doppel-Kleinplanet, der am 14. Juli 2008 um ca. 17 Uhr MESZ der Erde bis zu 2,256 Millionen Kilometer (5,87fache Mondentfernung) nahekam.
(450894) 2008 BT18 besteht aus zwei Kleinplaneten mit einer Größe von etwa 200 und 600 Metern. Er wurde am 31. Januar 2008 durch LINEAR entdeckt. Am 6. Juli 2008 wurde 2008 BT18 am Arecibo-Observatorium in Puerto Rico als doppelter Kleinplanet identifiziert.